# Inorganic Syntheses
Inorganic Syntheses é uma série de livros que pretende publicar "detalhados e infalíveis" procedimentos para a síntese de compostos inorgânicos. Embora esta série de livros seja editada, eles normalmente são referenciados como uma publicação científica, sem mencionar os nomes dos revisores (revisão por pares) ou o editor. Um formato semelhante é geralmente seguido para a série Organic Syntheses.